# Paul de Favereau
Paul Louis Marie Célestin de Favereau (* 15. Januar 1856 in Lüttich, Wallonien, Belgien; † 26. September 1922 in Durbuy-Bende, Provinz Luxemburg, Belgien) war ein belgischer Politiker der Katholieke Partij, langjähriger Außenminister sowie Präsident des Senats.

## Biografie
Nach dem Schulbesuch studierte er Rechtswissenschaft und promovierte auch zum Doktor der Rechtswissenschaften.
Seine politische Laufbahn begann er als Mitglied der Abgeordnetenkammer. Dort vertrat er als Mitglied der Katholieke Partij zwischen 1884 und 1900 die Interessen des Arrondissements Marche-en-Famenne.
Im Februar 1896 wurde er von Premierminister Paul de Smet de Naeyer zum Außenminister in dessen Kabinett berufen. Dieses Amt behielt er auch unter dessen Nachfolger Jules Vandenpeereboom und in der zweiten Regierung de Smet de Naeyers bis zum Mai 1907. Nach seinem Ausscheiden aus dem Kabinett wurde er am 1. Mai 1907 mit dem Ehrentitel Staatsminister ausgezeichnet.
Zugleich war er zwischen 1900 und 1922 Mitglied des Senats und vertrat dort die Interessen der Provinz Luxemburg. Darüber hinaus war er vom 14. November 1911 bis zu seinem Tode Präsident des Senats.